# ویک آلدریج
ویکتور آلدریج (Victor Aldridge) (زاده ۲۵ اکتبر ۱۸۹۳ – درگذشت ۱۷ آوریل ۱۹۷۳)، معروف به «مدیر مدرسه هوسیر»، پرتاب‌کننده راست دست آمریکایی در لیگ برتر بیسبال بود که برای تیم‌های شیکاگو کابز، پایرتز پیتسبورگ و نیویورک جاینتز بازی می‌کرد. او به عنوان یک پرتاب‌کننده منحنی عالی، شناخته شده بود. او قبل از دوران حرفه‌ایش، مدیر مدرسه بود، از این رو نام مستعار او شکل گرفت. مهم‌ترین اقدامات او به عنوان یک بازیکن در طول سری جهانی ۱۹۲۵ رخ داد، جاییکه آلدریج بازی‌های دوم و پنجم را به پایان رساند و پیروز شد، او فقط اولین مسابقه فاجعه‌بار را در هفتمین بازی سری جهانی داشته‌است. پس از بازنشستگی از بیسبال، به عنوان سناتور ایالتی در مجمع عمومی ایندیانا مشغول به کار شد. آلدریج یکی از اعضای تالار مشاهیر بیسبال ایندیانا است که در ۲۰۰۷ معرفی شد.

## زندگی شخصی
ویک آلدریج در شهرک کوچک کیل، ایندیانا به دنیا آمد و در مدرسهٔ ابتدایی تمپی در کیل، ایندیانا که در فاصلهٔ کوتاهی از خانه‌اش قرار داشت، تحصیل کرد. او در مدرسه ترینیتی اسپرینگز، ایندیانا تحصیل کرد و در آنجا در تیم ترینیتی اسپرینگز، بیسبال بازی کرد. او از ترینیتی اسپرینگز، ایندیانا فارغ‌التحصیل شد. سپس در کالج سنترال نرمال در دانویل، ایندیانا تحصیل کرد. در ۱۹۱۴–۱۹۱۵ او در مدرسه پیا ریج در ترینیتی اسپرینگز، ایندیانا به تدریس پرداخت. او همچنین در مدرسه‌ای در شهرستان میامی ایندیانا تدریس کرد. وی با کلتا بی وادسورس از ایندیان اسپرینگز، ایندیانا ازدواج کرد.

## اوایل حرفه
آلدریج در بیشتر دوران حرفه ای خود، یک پرتاب‌کننده دوم یا سوم قابل اعتماد بود. او به خاطر توپ منحنی و دقت بالایش، معروف بود. آلدریج با دست راست ضربه می‌زد و توپ پرتاب می‌کرد. او کار حرفه‌ای خود را با امضای قرارداد با ایندیاناپولیس از اتحادیهٔ آمریکا در ۱۹۱۵ آغاز کرد، اما ابتدا برای دنور از لیگ غربی و سپس برای ایری از لیگ مرکزی بازی کرد. او در ۱۹۱۶ برای ایندیاناپولیس بازی کرد و در آنجا برای تیم شیکاگو کابز کشف شد. وی در ۲۸ اوت ۱۹۱۶ به کابز فروخته شد.
آلدریج ۱۹۱۷ و ۱۹۱۸ در شیکاگو کابز بود و در بولپن بازی کرد. در ۱۹۱۷ آلدریج در ۳۰ مسابقه بازی کرد که شش بازی را برد و ۶ بازی را باخت، میانگین دوندگی او ۱۲٫۳ بود و توانست دو سیو به دست آورد. در ۱۹۱۸، قبل از اینکه در سال آخر جنگ‌جهانی اول، به نیروی دریایی ایالات متحده بپیوندد، او فقط سه بازی انجام داد و فقط دوازده نوبت ضربه داشت. پس از بازگشت از جنگ، در لیگ ساحلی اقیانوس آرام برای لس آنجلس آنجلز، وابسته به کابز، بازی کرد. آلدریج در فصل ۱۹۲۲ به کابز بازگشت و سه سال بعد را با مسابقات مداوم برای شیکاگو، بازی کرد. او در ۱۹۲۲، ۱۹۲۳ و ۱۹۲۴ به ترتیب ۳۶، ۳۰ و ۳۲ بازی با ۱۶، ۱۶ و ۱۵ برد در سه فصل برای شیکاگو انجام داد که میانگین دوندگی کسب شدهٔ او به ترتیب ۵۲٫۳، ۴۸٫۳ و ۵۰٫۳ بود. در طول این مدت، پسرش، ویک آلدریج جونیور به‌طور غیررسمی به عنوان حمل‌کنندهٔ چوب‌های بیس‌بال خدمت می‌کرد و حتی یک یونیفرم داشت که از مردخای براون (مربی و بازیکن لیگ برتر بیسبال آمریکایی) هدیه گرفته بود. در ۱۹۲۳ او از یک بازی اخراج شد.

## اواخر حرفه
۱۹۲۵ به عنوان اوج حرفه آلدریج ثبت شد. در ۱۹۲۶ او رکورد ۱۰ برد و ۱۳ باخت را با میانگین دویدن ۰۷٫۴ به دست آورد. سال ۱۹۲۷ برای آلدریج بهتر بود. او در پانزده بازی پیروز شد و تنها ۱۰ بازی را باخت و میانگین دویدن او ۲۵٫۴ بود. آلدریج همچنین در سری جهانی ۱۹۲۷ بازی کرد و در دومین بازی این سری با نتیجه ۶–۲ شکست خورد چرا که بیب روث و لو گریگ در چهار بازی رفت و برگشت، نیویورک یانکیز را در مقابل پایرتز هدایت کردند. او هر شش دویدن را در نوبت چوب‌زنی هفت و یک سوم، زمین‌خورد و بازی را ترک کرد. پس از اینکه چندین بازیکن دیگر، مقالاتی برای روزنامهٔ سندیکای کریستی والش با نام شخص دیگری نوشتند، او مقاله‌ای را برای یک روزنامه پیتسبورگ نوشت. آن‌ها به خود می‌بالیدند که این خود آلدریج بوده‌است که آن مقاله را نوشته‌است.
پس از پیروزی مجدد در ۱۵ بازی در ۱۹۲۷، آلدریج انتظار افزایش دستمزد را داشت. اما بارنی دریفوس، مالک پیتسبورگ، او را در ۱۱ فوریه ۱۹۲۸ با برلی گریمز از نیویورک جاینتز معاوضه کرد، و دلیل آن را بالا بردن دستمزد اعلام نکرد، بلکه دلیل آن را به دست آوردن میانگین سرعت ۲۵٫۴ در ۱۹۲۷عنوان کرد. او برای بیشتر سال مقاومت (تمریت برای از فرم خارج نشدن) کرد، اما زمانی که بازگشت، از فرم خارج شده بود و پرتاب توپ ضعیفی داشت. در طول زمانی که آلدریج از ارائه گزارش بازیکنان امتناع می‌کرد، جان مک گراو، مدیر جاینتز، آلدریج را تهدید کرد که دستمزد کمتری دریافت می‌کند و در یک مقطع تلاش کرد تا او را با سینسیناتی ردز مبادله کند. پس از فصلی که رکورد آلدریج چهار برد و هفت باخت با میانگین دویدن ۸۳٫۴ پس از ۱۱۹ چوب‌زنی بود، او به بروکلین داجرز فرستاده شد. با این حال، آلدریج از دادن گزارش بازیکنان خودداری کرد و در عوض از بیسبال بازنشسته شد. آخرین بازی او در ۲۹ اوت ۱۹۲۸ بود.
در مجموع، آلدریج ۱۶۰۱ چوب‌زنی انجام داد، در ۹۷ بازی پیروز شد و ۸۰ بازی را باخت. او ۱۰۲ بازی کامل داشت و میانگین دوندگی او ۷۶٫۳ بود. راجرز هورنسبی گفت که آلدریج یکی از سه نفری بود که بهترین توپ منحنی را که تا به آن زمان دیده بود، داشت توپ منحنی که توسط مجله بیسبال به عنوان یک «منحنی سخت و تیز» توصیف شده بود و یکی از بهترین توپ‌های منحنی در تمام بیسبال بود. او یک پرتاب اسکروبال (بسته به زاویه بازوی پرتاب‌کننده، توپ ممکن است عمل غرق شدن داشته باشد) هم داشت. میانگین ضربه زدن او ۲۹۹٫۰ (۱۳۳ در مقابل ۵۸۱) بود که یک میانگین قابل احترام برای یک پرتاب‌کننده است. او دو هوم ران (ضربه زدن به توپ از روی بیرون زمین) با دویدن داخل ۶۰ زد. آلدریج دو بار در ۱۹۲۲ و ۱۹۲۶ اقدام به استیل ا بیس (دونده به پایگاهی که حقش را ندارد پیش می‌رود) کرد و هر دو بار موفق بود.

## پس از حرفهٔ ورزشی
آلدریج پس از پایان دوران بازیش، در دانشکده حقوق وورهیس شرکت کرد و از ۱۹۳۷ تا ۱۹۴۸ در سنای ایالت ایندیانا مشغول به کار بود. او اولین بار در ۴ نوامبر ۱۹۳۶ به عنوان یک دموکرات انتخاب شد. او قبل از حرفه بیسبال خود، به عنوان یک مدیر مدرسهٔ تمام وقت، مشغول به کار بود. به همین دلیل به او لقب «مدیر مدرسه هوسیر» دادند.
آلدریج در ۷۹ سالگی در تره هاوت درگذشت و در قبرستان نیوترینیتی اسپرینگز در ترینیتی اسپرینگز، ایندیانا به خاک سپرده شد. او در ۱۹ ژانویه ۲۰۰۷ به عنوان صد و سی و یکمین عضو تالار مشاهیر بیسبال ایندیانا معرفی شد. نوه‌های دختری او؛ مری ترنر و پسر بزرگتر، ویک آلدریج سوم، از طرف او این جایزه را دریافت کردند.